# Unificación de Noruega
La unificación de Noruega (noruego bokmål : Rikssamlingen) es el proceso por el cual Noruega se fusionó de varios pequeños reinos en un solo reino, predecesor del moderno Reino de Noruega.

## Historia
El rey Harald I es el monarca a quien la tradición posterior atribuye haber unificado Noruega por primera vez en un reino. Según las sagas, gobernó Noruega desde aproximadamente 872 hasta 930. Los historiadores modernos, incluido Claus Krag, suponen que su gobierno pudo haberse limitado a las zonas costeras del oeste y sur de Noruega. La tendencia en investigaciones recientes ha sido percibir que la unificación de la nación ha sido un proceso que llevó más tiempo.
Las sagas relatan que Harald logró, a la muerte de su padre Halfdan Gudrödarson, la soberanía de varios reinos pequeños y algo dispersos en Vestfold, que habían llegado a manos de su padre a través de la conquista y la herencia. En 866, Harald hizo la primera de una serie de conquistas sobre los muchos pequeños reinos que compondrían Noruega, incluida Värmland en Suecia, y la actual Noruega sudoriental, que había jurado lealtad al rey sueco Erik Eymundsson . En 872, después de una gran victoria en la batalla de Hafrsfjord cerca de Stavanger, Harald se convirtió en rey de todo el país.
Según Sverre Bagge, la unificación de Noruega se facilitó gracias a las excelentes comunicaciones marítimas, así como a mares que rara vez se congelaban en invierno.
Su reino, sin embargo, estaba amenazado por peligros externos, ya que un gran número de sus oponentes se habían refugiado, no solo en Islandia, entonces recientemente descubierta; sino también en las islas Orcadas, las Shetland, las Hébridas y las Feroe. La partida de sus oponentes no fue del todo voluntaria. Muchos jefes locales noruegos que eran ricos y respetados representaban una amenaza para Harald; por lo tanto, fueron sometidos a mucho hostigamiento, lo que los llevó a desocupar el territorio. Con el tiempo, Harald se vio obligado a realizar una expedición para someter estas islas.
Después de la muerte de Harald, la unidad del reino no se conservó. En los siglos siguientes, el reino fue gobernado de diversas formas, total o parcialmente, por descendientes del rey Harald o por condes bajo la suzeranía de Dinamarca. Los reyes de Noruega hasta que el rey Olav IV, que murió en 1387, solía afirmar descender de Harald I.

## Descripciones en sagas
En la Saga de Harald Hårfagre de Heimskringla de Snorri Sturluson, la consolidación del gobierno de Noruega por Harald fue una especie de historia de amor. La historia comienza con una propuesta de matrimonio que resultó en el rechazo y el desprecio de Gyda, la hija de Eirik, rey de Hordaland. Dijo que se negó a casarse con Harald "antes de que él fuera rey de toda Noruega". Por lo tanto, se indujo a Harald a que se comprometiera a no cortarse ni peinarse el cabello hasta que fuera el único rey de Noruega, y que diez años más tarde tenía justificación para cortárselo; después de lo cual cambió el epíteto "Shockhead" o "Tanglehair" por el que se le conoce habitualmente. La mayoría de los estudiosos de hoy consideran esta historia como un cuento literario inspirado en las historias románticas que eran populares en las cortes cuando se escribió Heimskringla.

## Mapas de los reinos noruegos
Estos mapas se basan principalmente en fuentes posteriores de la saga, del siglo XIII. No se ha establecido su precisión histórica.

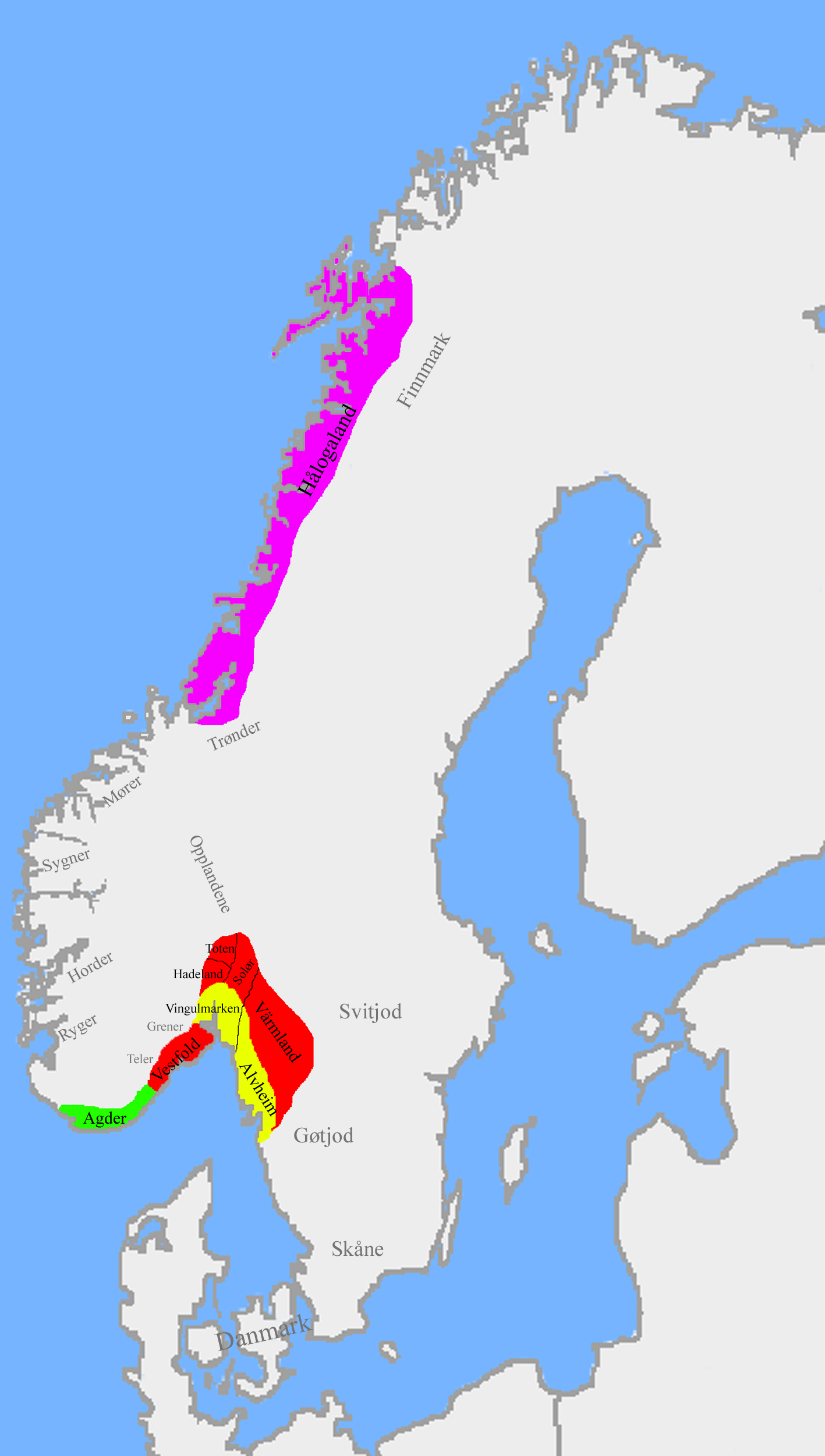
Pequeños reinos noruegos c. 820 d.C. a la muerte de Gudrød el Cazador. Reinos principales: Vestfold (rojo), Hålogaland (violeta), Alvheim (amarillo) Agder (verde).
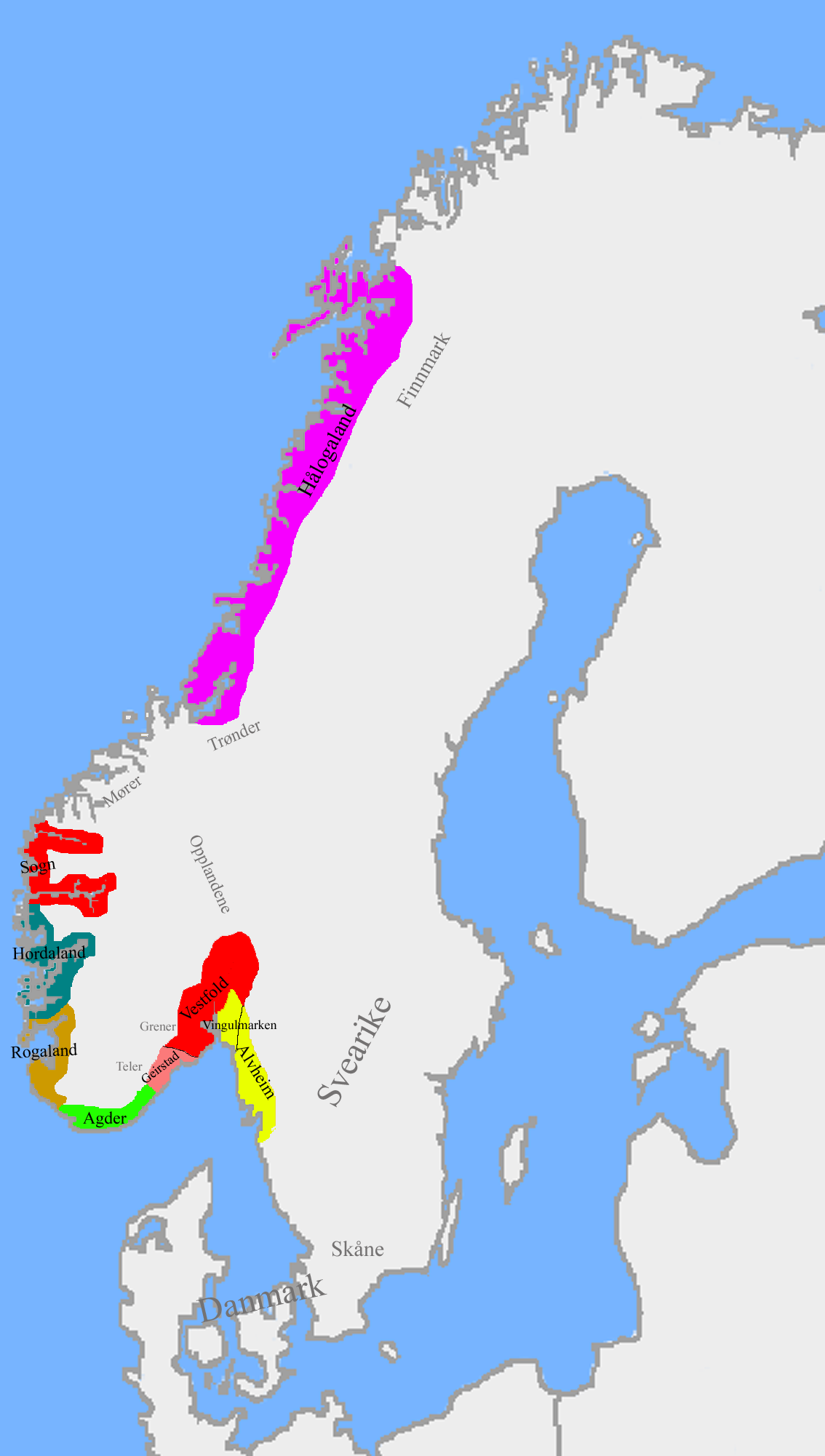
Pequeños reinos c. 860 d.C. a la muerte de Halfdan el Negro. En rojo está el reino heredado por Harald I de Noruega.
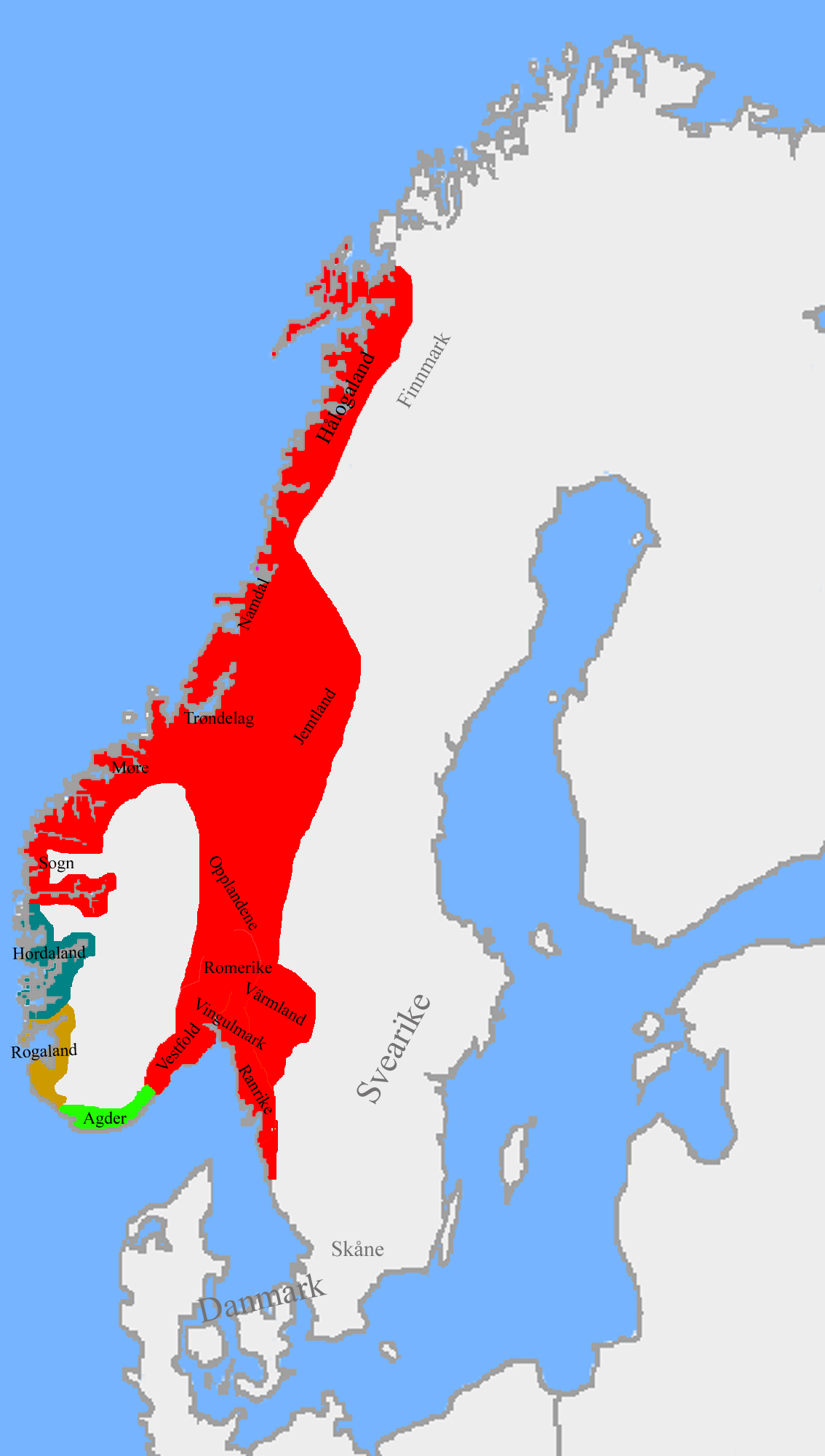
Pequeños reinos c. 872 d.C. (el reino unificado mostrado en rojo) antes de la definitoria batalla de Hafrsfjord.
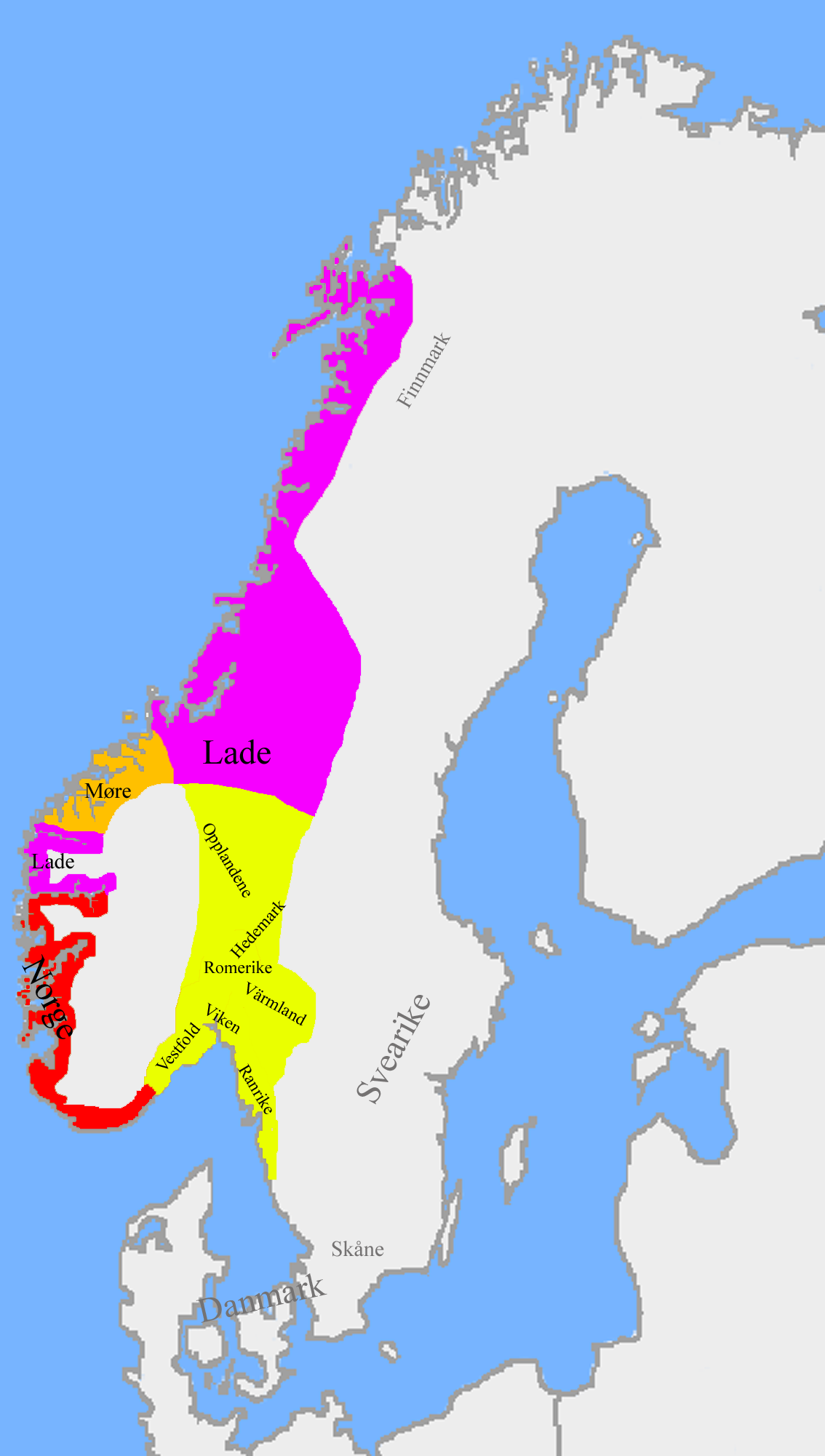
División del reino c. 930 d.C., pequeños reinos asignados a los hijos y parientes de Harald (amarillo), el gobierno directo de Harald (rojo), jarls de Lade (púrpura), jarls de Møre (naranja)
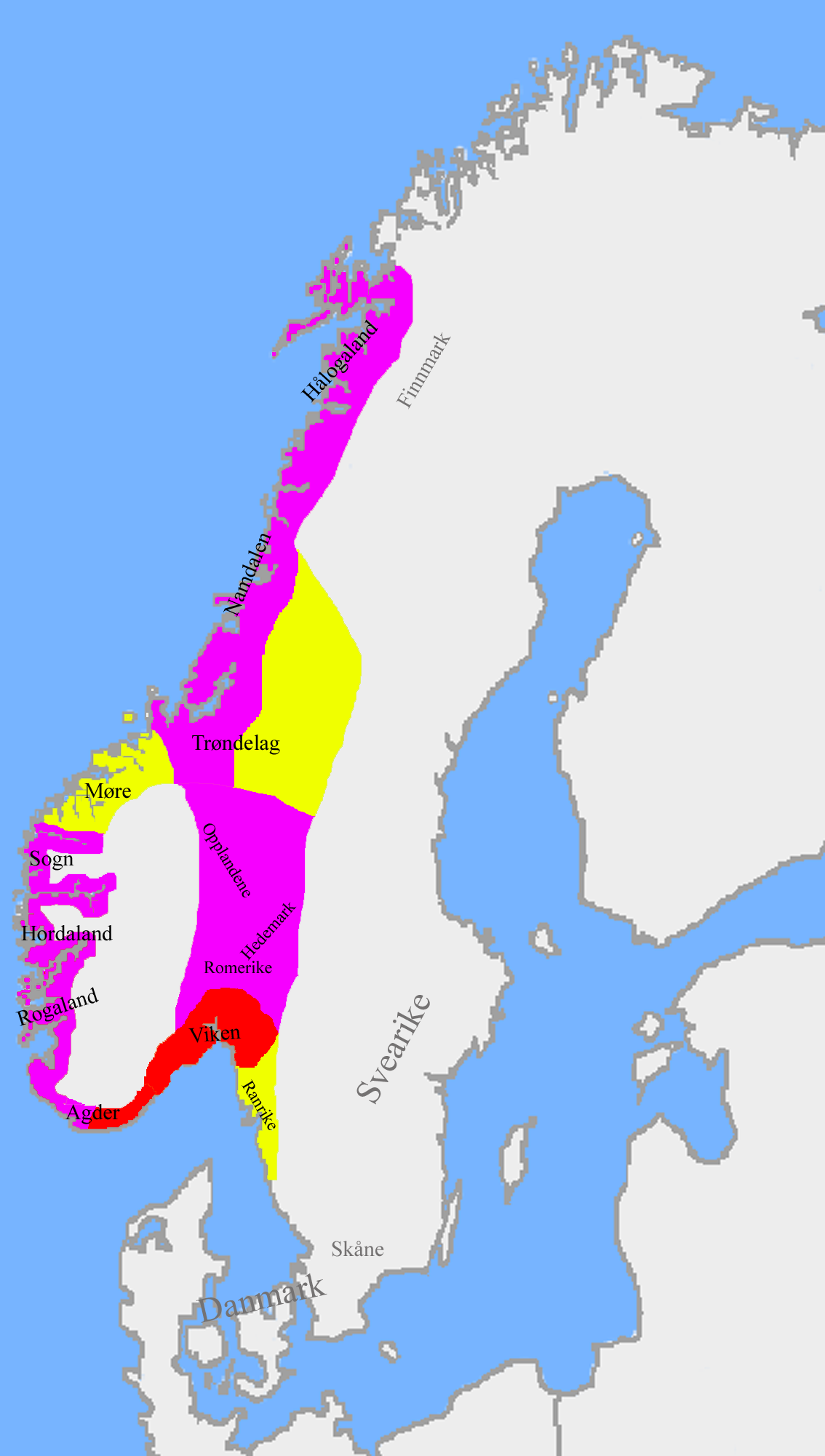
La división del reino después de la batalla de Svolder (1000 d.C.) entre Suecia (amarillo), Dinamarca (rojo) y el jarl de Lade (violeta).
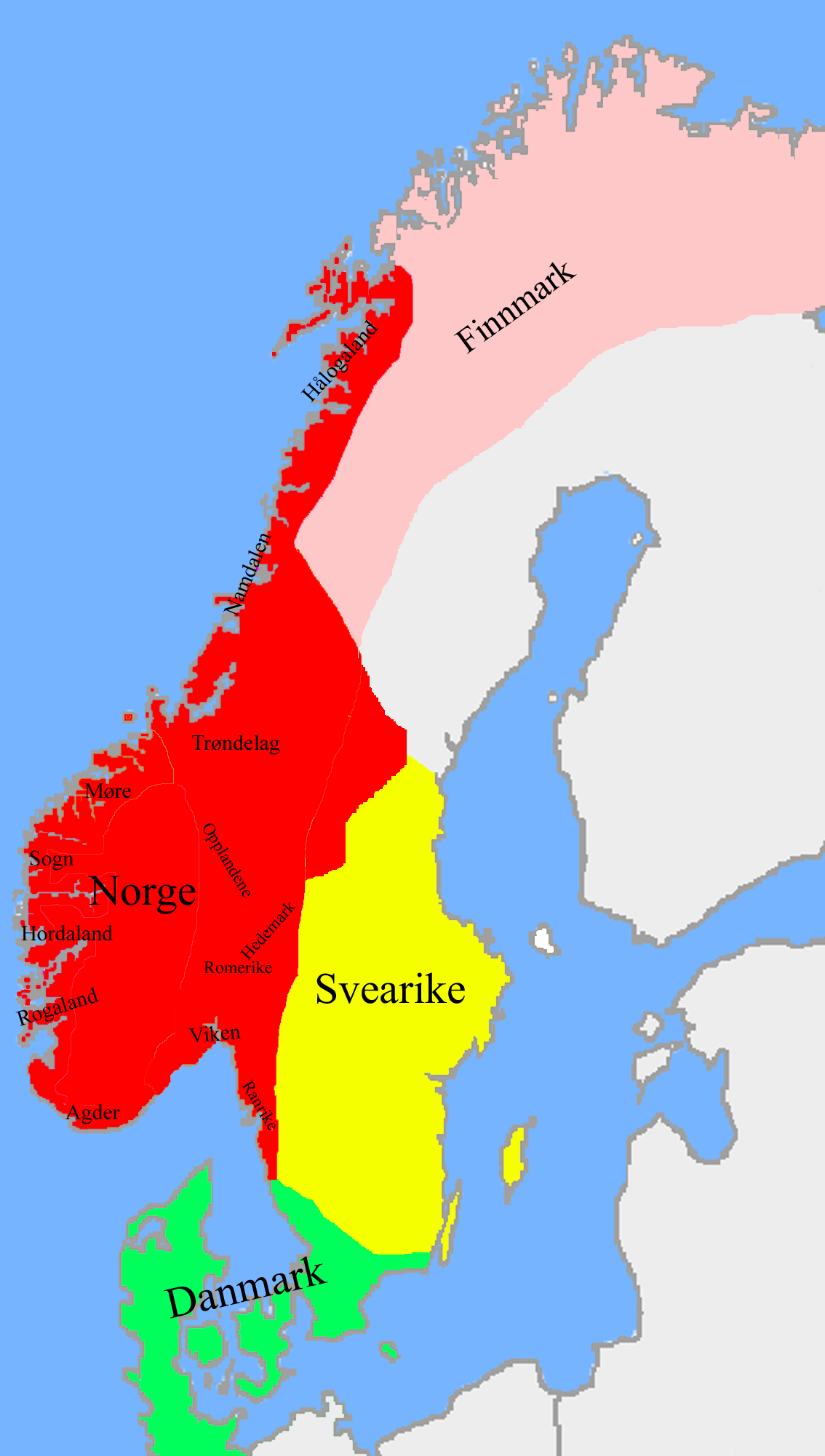
Noruega unificada durante el reinado de Olaf II el Santo c. 1020 d.C. En rojo pálido Finnmarken ("Marcas de los Samis"), la mayor parte de los cuales pagaron tributo a los reyes de Noruega.